# ティモ・バウムガルトル
ティモ・バウムガルトル（Timo Baumgartl, 1996年3月4日 - ）は、ドイツ・ベーブリンゲン出身のサッカー選手。シャルケ04所属。ポジションはDF。

## 経歴
2013年VfBシュトゥットガルトのリザーブチームでキャリアをスタート。2014年にトップチーム昇格した。11月8日のヴェルダー・ブレーメン戦でリーグ戦初出場を果たした。
2015年8月11日に契約を2020年6月まで5年間延長した。2017年12月4日に契約期間を2022年6月までさらに2年間延長した。2019年7月25日、PSVアイントホーフェンへ2024年6月までの5年契約で完全移籍した。
2021年7月1日、1.FCウニオン・ベルリンにレンタル移籍で加入した。
2022年6月14日、1.FCウニオン・ベルリンはレンタル契約を2022-23シーズン終了まで延長したことを発表した。
2023年7月26日、シャルケ04に2年契約で移籍した。

## 代表歴
各年代のドイツ代表としてプレーをしている。